# 스위스 알프스

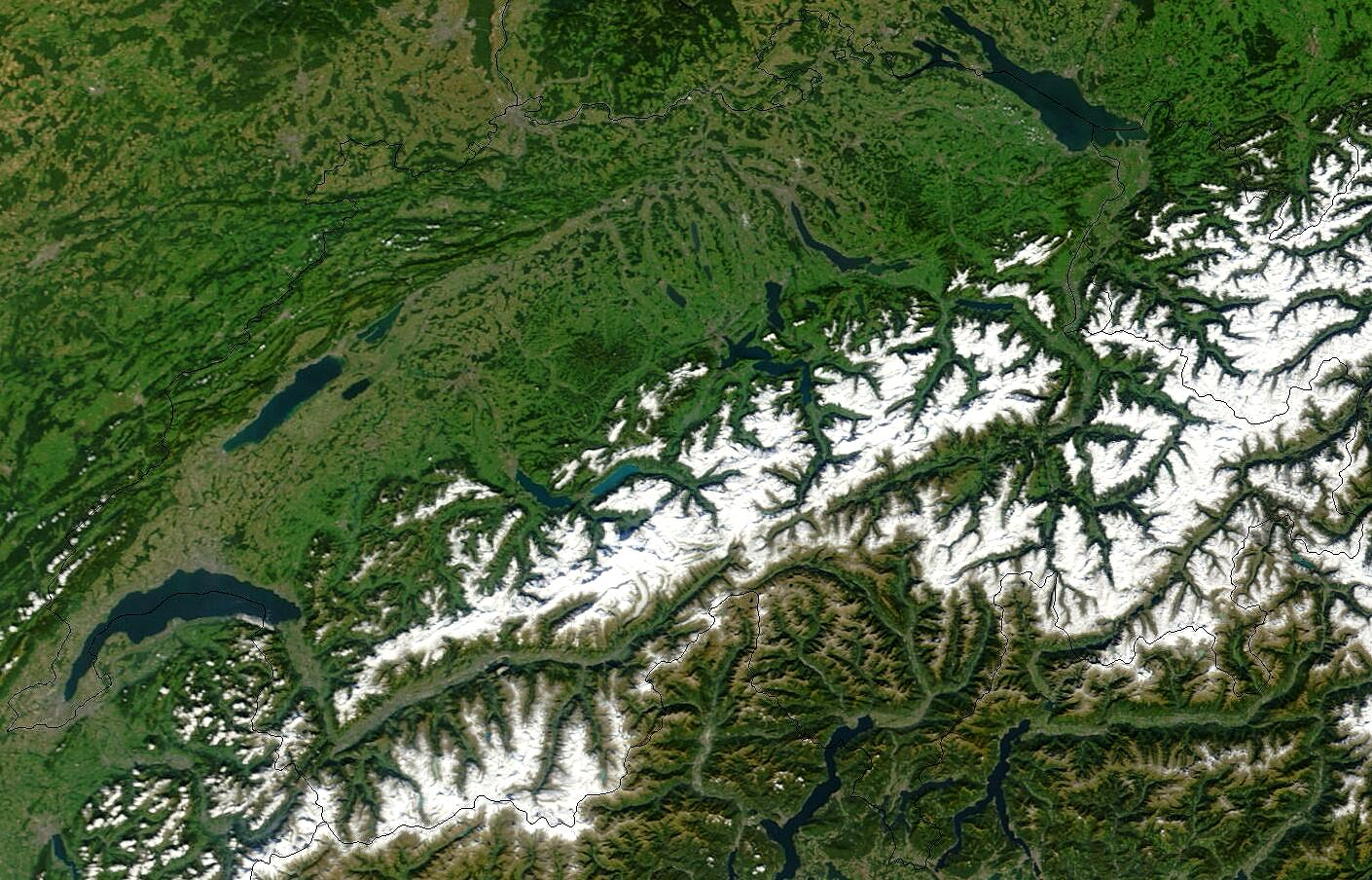
2012년 10월 스위스의 위성 사진

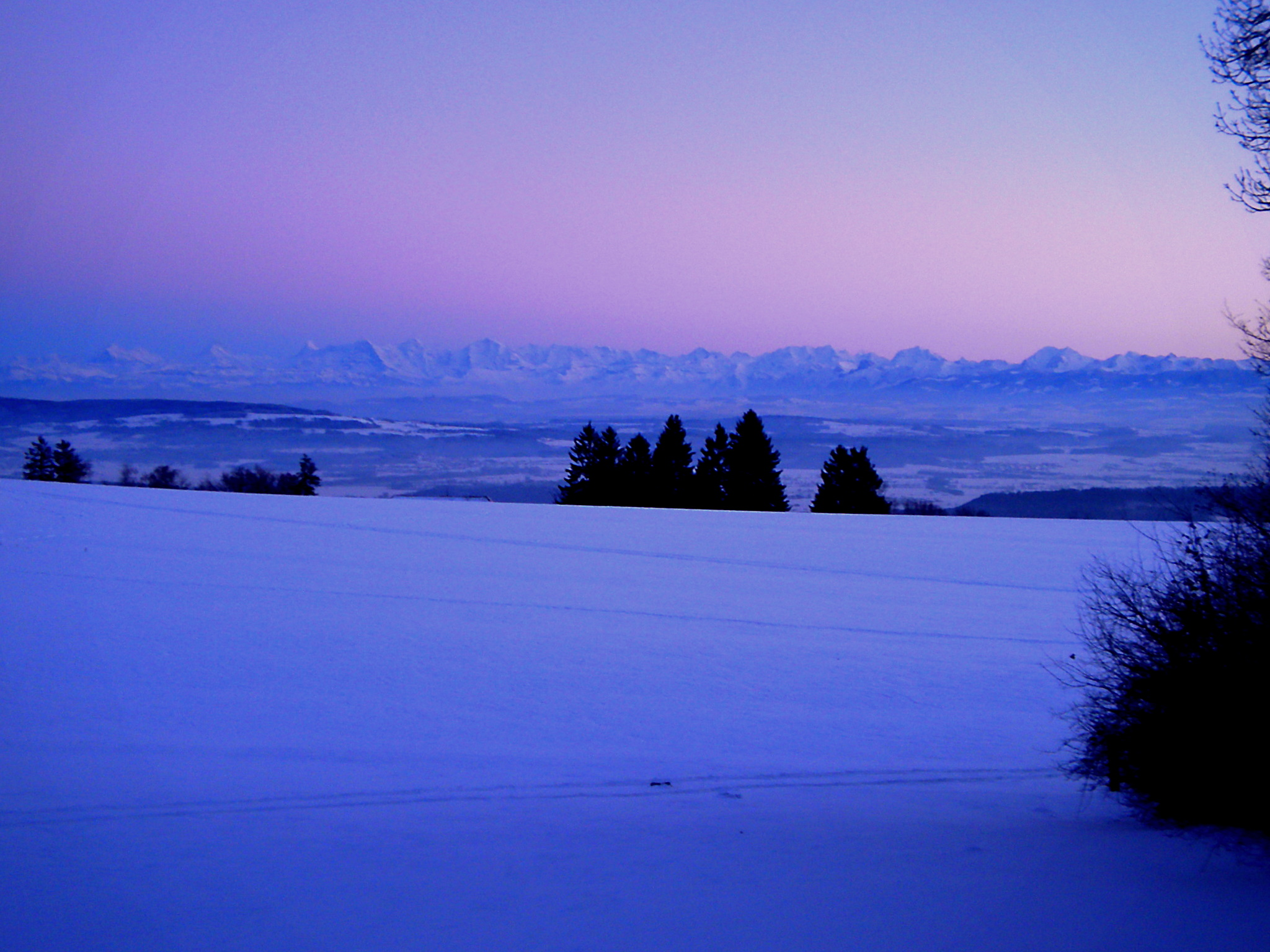

스위스 알프스(Swiss Alps)는 알프스산맥 중 스위스에 위치하는 부분을 말한다. 스위스 알프스는 서쪽으로는 프티-생-베르나르 고개(col du Petit-Saint-Bernard )로부터 동쪽으로는 레지아 고개(col de Resia)에 이르는 고산 지대를 포함한다. 전통적인 알프스 분류법에 따르면 중앙 알프스에 해당한다. 스위스 알프스와 스위스의 최고 지점은 스위스와 이탈리아의 국경선에 인접한 두포우르슈피츠로 높이가 4,634m이다.
일반적으로 스위스 알프스라고 불리는 스위스의 알프스 지역은 스위스의 주요 자연적 특징을 나타낸다. 스위스고원과 쥐라산맥의 스위스 부분, 3개의 주요 지리학적 지역 중 하나이다. 스위스 알프스는 서부 알프스와 동부 알프스에 걸쳐 펼쳐져 있다. 때때로 중앙 알프스라고 불리는 지역을 포함한다. 베른 알프스에서 아펜첼 알프스까지의 북부 산맥은 완전히 스위스에 있는 반면, 몽블랑 대산괴에서 베르니나 대산괴까지의 남부 산맥은 프랑스, 이탈리아, 오스트리아 및 리히텐슈타인과 같은 다른 국가와 공유된다.
스위스 알프스는 두포우르슈피츠(4,634m), 돔(4,545m), 리스캄(4,527m), 바이스호른 (4,506m) 및 마터호른 (4,478m)과 같은 알프스의 거의 모든 최고봉으로 구성된다. 다음과 같은 다른 주요 정상은 이 스위스 산 목록에서 찾을 수 있다.
중세 이후 알프스를 가로지르는 교통 수단은 역사에서 중요한 역할을 했다. 고트하르트 고개 북쪽 지역은 14세기 초 스위스 연방의 핵심이 되었다.

## 지리
알프스는 스위스 전체 41,285k㎡ 표면적의 60%를 차지하여 가장 고산 국가 중 하나이다. 스위스가 전체 알프스 면적 192,753k㎡의 14%만을 차지한다는 사실에도 불구하고, 82개의 알프스산맥 중 48개는 스위스 알프스에 있으며 나머지 34개는 거의 모두 국경에서 20km 이내에 있다.
스위스 알프스의 빙하는 1,220k㎡의 면적을 덮고 있다. 이는 스위스 영토의 3%이며, 이는 2,800평방 km의 알프스 전체 빙하 면적의 44%를 나타낸다.
스위스 알프스는 스위스고원의 남쪽과 국경의 북쪽에 위치하고 있다. 알프스와 고원 사이의 경계는 제네바 호수 기슭의 브베에서 콘스탄스 호수 기슭의 로르샤흐까지 이어지며 툰과 루체른과 가깝다. 알프스의 가장자리에 있는 스위스의 잘 정의되지 않은 지역, 특히 북쪽에 있는 지역은 스위스 프레알프스라고 한다. (프랑스어 Préalpes, 독일어 Voralpen, Prealpi 이탈리아어). 스위스 프레알프스는 주로 석회암으로 형성되었으며, 일반적으로 2,500m를 넘지 않는다.
알파인 주 (가장 높은 곳에서 가장 낮은 곳으로)는 발레주, 베른주, 그라우뷘덴주, 우리주, 글라루스, 티치노, 장크트 갈렌, 보주, 옵발덴주, 니트발덴주, 슈비츠주, 아펜첼이너로덴주, 아펜첼아우서로덴주, 프리부르주, 루체른주 및 추크주가 해당한다. 스위스가 알프스산맥을 공유하는 국가는 (서에서 동쪽으로) 프랑스, 이탈리아, 오스트리아, 리히텐슈타인이 있다.

### 산맥
알프스는 일반적으로 서부 알프스와 동부 알프스의 두 가지 주요 부분으로 나뉜다. 서부 산맥은 스위스의 가장 큰 부분을 차지하지만, 더 많은 동부 산맥은 훨씬 더 작으며 모두 그라우뷘덴주에 있다. 후자는 남부 석회암 알프스에 속하는 오르틀러 알프스를 제외하고 중앙 동부 알프스의 일부이다. 페닌, 베르네제, 베르니나산맥은 4000m가 넘는 봉우리는 각각 38개, 9개, 1개의 봉우리를 포함하는 국가의 가장 높은 산맥이다. 가장 낮은 범위는 2,500m에서 정점을 이루는 아펜첼 알프스이다.

### 강

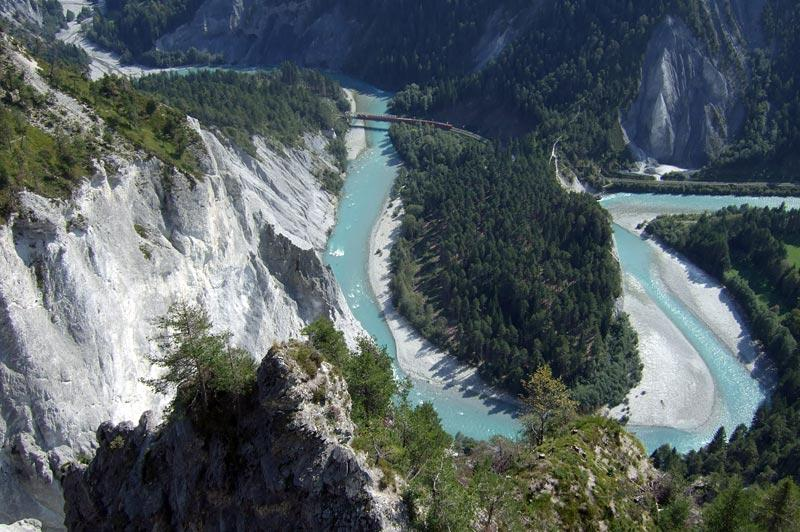
그라뷘덴의 라인 협곡

스위스 알프스의 북쪽은 론강, 라인강, 인강 (다뉴브 유역의 일부)에 의해 배수되고 남쪽은 주로 티치노강 (포강 유역)에 의해 배수된다. 북쪽의 강은 지중해, 북쪽과 흑해로, 남쪽의 포강은 아드리아해로 흐른다. 알프스의 주요 삼중 분수령은 국가 내에 있으며, 다음은 프츠 룽힌, 비텐바센슈톡 및 몬테 포르콜라이다. 비텐바서엔슈톡과 피츠 룽힌 사이에는 유역을 분리하는 유럽의 배수구(European Watershed)가 있다. 대서양 (북해)과 지중해(아드리아해와 흑해). 유럽 유역은 주요 사슬에 부분적으로만 놓여 있다. 스위스는 유럽 담수의 6%를 점유하고 있어 ‘유럽의 급수탑’으로 불리기도 한다.

### 호수

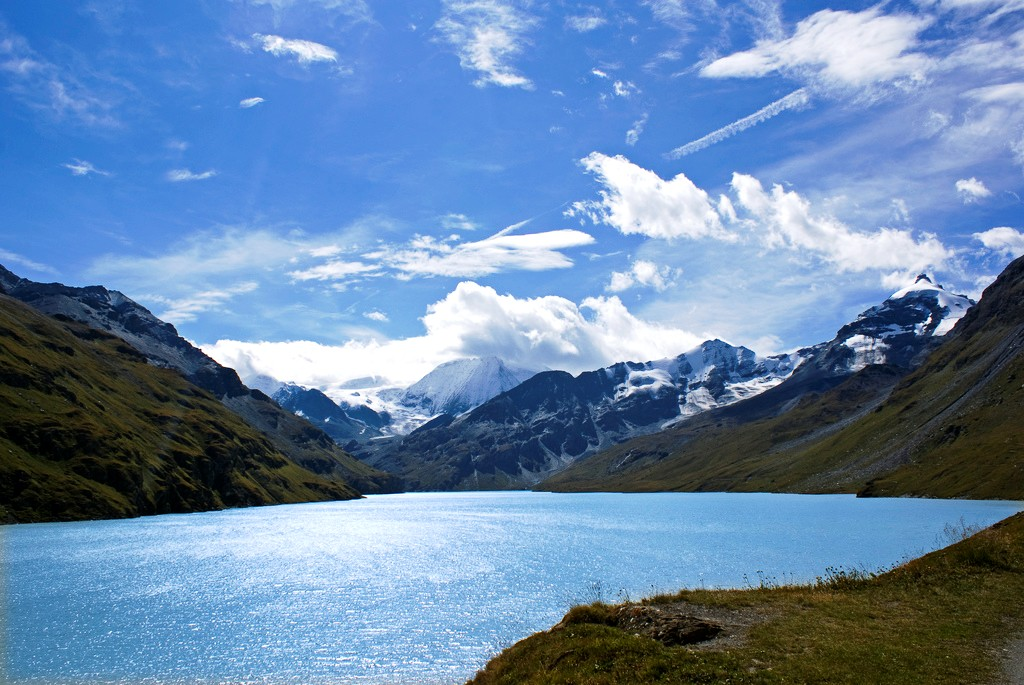
발레주의 딕스 호수

가장 높은 댐이 알파인 지역에 있기 때문에 많은 큰 산악 호수가 인공이며, 수력발전 저수지로 사용된다. 일부 대형 인공 호수는 2,300m 이상에서 발견될 수 있지만, 1k㎡ 보다 큰 자연 호수는 일반적으로 1,000m 미만이다(예: Sils 호수 및 베른고원의 외쉬넨과 같은 엥가딘의 호수 제외). 저고도 빙하가 녹으면 2002년에서 2003년 사이에 형성된 0.25k㎡의 대형 트리프트제와 같은 새로운 호수가 생성될 수 있다.

## 빙하의 융해로 인한 수력 발전의 영향
스위스는 이러한 기후 변화를 새로운 혁신을 개발하고 국가에서 에너지가 생산되는 방식을 변화시키는 긍정적인 기회로 활용하고 있다. 스위스는 수력 발전에 의존하며, 인근 지역 사회에 전력을 공급하지만, 빙하가 녹고 재동결이 중단됨에 따라 에너지를 생성하는 흉해가 더 이상 존재하지 않게 된다. 연구원들은 빙하가 감소하기 시작하면서 지형이 어떻게 변할 것인지 평가하고 잠재적인 건설 비용, 에너지 생산과 이러한 새로운 개발로 인해 직면할 수 있는 미래 문제에 대해 더 깊이 조사하고 있다. 스위스는 기후 변화에 대응하여 에너지 생산의 미래에 대해 생각하기 시작해야 하는 많은 국가 중 하나이다.

## 같이 보기
- 스위스 알파인 클럽
- 몬테로사 둘레길
- 알파인 패스 루트
- 라우버호른
- NRLA